# Bengt Hesselmark
Bengt Hesselmark, ursprungligen Johansson, född 21 april 1912 i Levene församling i dåvarande Skaraborgs län, död 23 februari 1995 i Gösslunda församling i Skaraborgs län, var en svensk godsägare.
Bengt Hesselmark växte upp tillsammans med sina syskon, bland andra Pia Hesselmark-Campbell, på herrgården Levene gård i Levene socken, Skaraborg, som föräldrarna Johan Johansson och Maria Fornander inköpte 1916. Barnen i familjen antog namnet Hesselmark 1926. Hesselmark studerade vid Axevalla folkhögskola 1930–1931 och vid Hvilans lantmannaskola 1934. Han var ägare av Levene egendom i Stora Levene från år 1941.
Han var från 1942 gift med Elsa Ekberg (1921–2002), dotter till ryttmästaren Bertil Ekberg och Elsa Hård af Segerstad. De fick barnen Lars-Johan (född 1944), Stig (född 1945) och Maria (1949–1965). Makarna Hesselmark och dottern är begravda på Levene kyrkogård.